# Amblyopappus
Amblyopappus Hook. & Arn. é um género botânico pertencente à família Asteraceae.

## Espécies
Apresenta una espécie:
- Amblyopappus pusillus